# Lluvia de meteoros

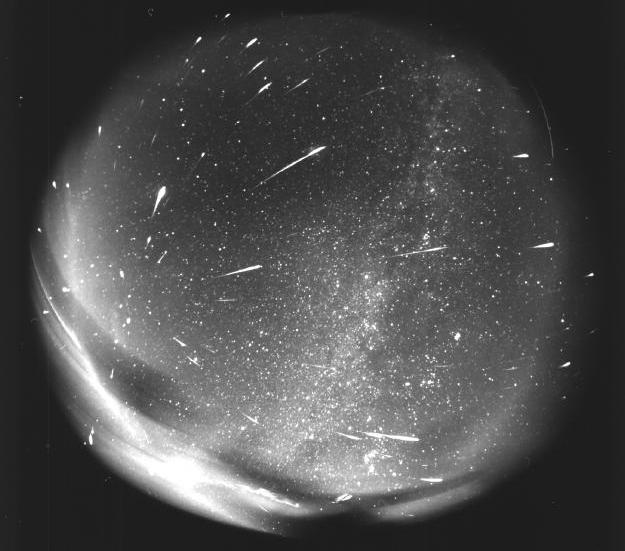
Exposición de lapso de tiempo de cuatro horas del cielo

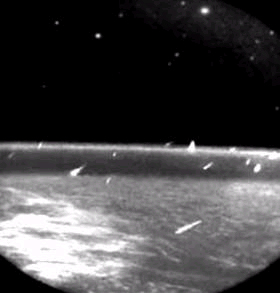
Las Leónidas vistas desde el espacio.

Una lluvia de meteoros o lluvia de estrellas es un evento celeste en el que se observa la irradiación de varios meteoros desde un punto en el cielo nocturno. Estos meteoros son causados por corrientes de desechos cósmicos llamados meteoroides que ingresan a la atmósfera de la Tierra a velocidades extremadamente altas en trayectorias paralelas. La mayoría de los meteoros son más pequeños que un grano de arena, por lo que casi todos se desintegran y nunca llegan a la superficie de la Tierra. Las lluvias de meteoros muy intensas o inusuales se conocen como estallidos de meteoros y tormentas de meteoros, que producen al menos 1000 meteoros por hora, sobre todo de las Leónidas. El Meteor Data Center enumera más de 900 posibles lluvias de meteoros, de las cuales unas 100 están bien establecidas. Varias organizaciones señalan oportunidades de visualización en Internet. La NASA mantiene un mapa diario de lluvias de meteoritos activas.

## Desarrollos históricos

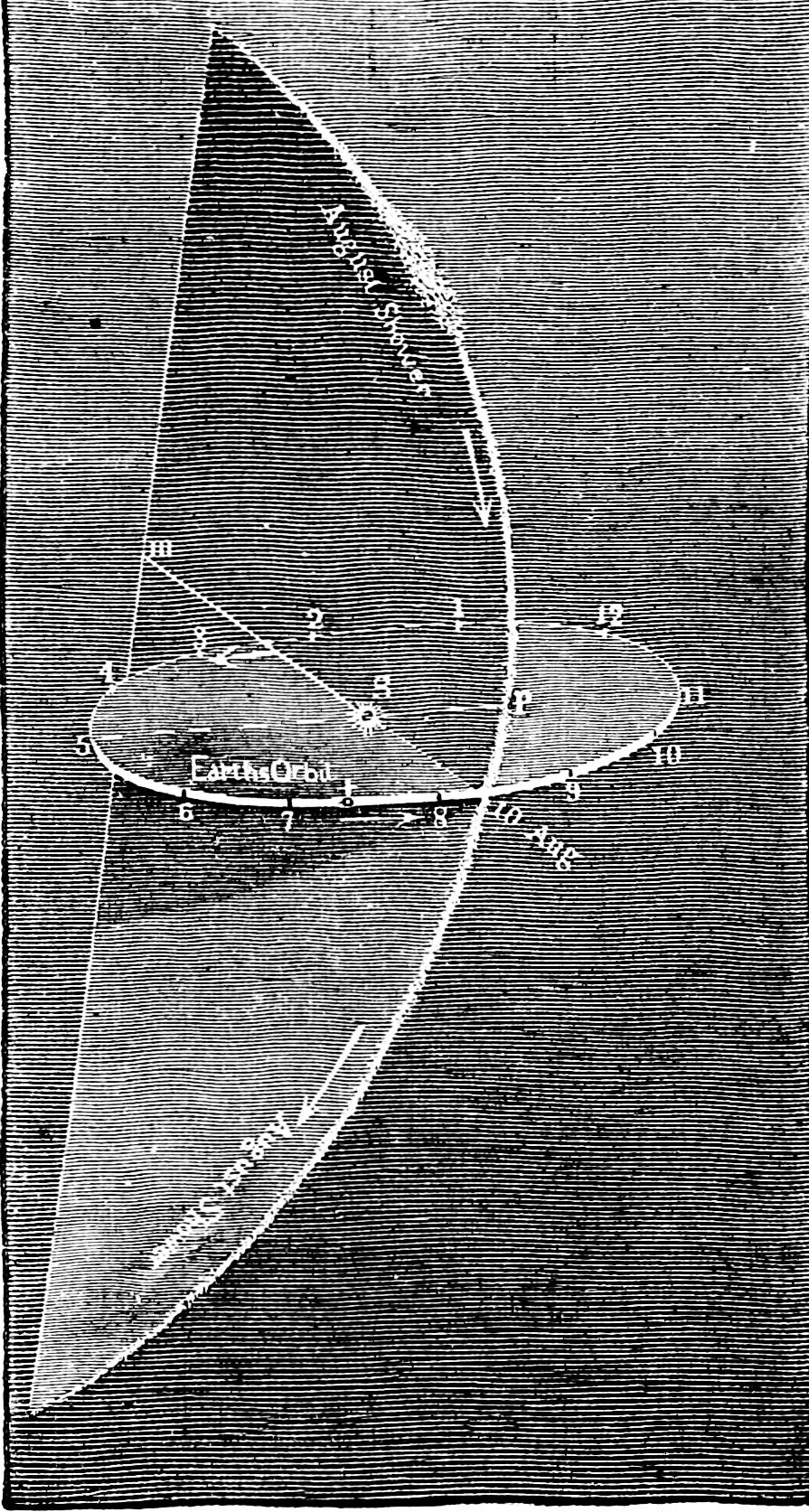
Diagrama de 1872

En los manuscritos de Tombuctú se registró una lluvia de meteoritos en agosto de 1583. La primera gran tormenta de meteoros en la era moderna fueron las Leónidas de noviembre de 1833. Una estimación de la tasa máxima fue de más de cien mil meteoros por hora, pero otra, como la tormenta disminuyó, fue estimada en más de doscientos mil meteoros durante las 9 horas de tormenta, en toda la región de América del Norte al este de las Montañas Rocosas. El estadounidense Denison Olmsted (1791-1859) explicó el evento con mayor precisión. Después de pasar las últimas semanas de 1833 recopilando información, presentó sus hallazgos en enero de 1834 en el American Journal of Science and Arts, publicado en enero-abril de 1834, y enero de 1836. Observó que la lluvia fue corta duración y no se vio en Europa, y que los meteoros irradiaron desde un punto en la constelación de Leo y especuló que los meteoros se habían originado a partir de una nube de partículas en el espacio. El trabajo continuó, sin embargo, llegó a comprender la naturaleza anual de las lluvias a través de las tormentas que dejaron perplejos a los investigadores.
La naturaleza real de los meteoros todavía se debatió durante el siglo XIX. Los meteoritos fueron concebidos como un fenómeno atmosférico por muchos científicos (Alexander von Humboldt, Adolphe Quetelet, Julius Schmidt) hasta que el astrónomo italiano Giovanni Schiaparelli determinó la relación entre meteoros y cometas en su trabajo "Notas sobre la teoría astronómica de las estrellas fugaces" (1867). En la década de 1890, el astrónomo irlandés George Johnstone Stoney (1826-1911) y el astrónomo británico Arthur Matthew Weld Downing (1850-1917), fueron los primeros en intentar calcular la posición del polvo en la órbita de la Tierra. Estudiaron el polvo expulsado en 1866 por el cometa 55P/Tempel-Tuttle antes del regreso anticipado de la lluvia de Leónidas de 1898 y 1899. Se anticiparon tormentas de meteoros, pero los cálculos finales mostraron que la mayor parte del polvo estaría muy dentro de la órbita de la Tierra. Adolf Berberich, del Königliches Astronomisches Rechen Institut (Instituto Real de Computación Astronómica) de Berlín, Alemania, llegó a los mismos resultados de forma independiente. Aunque la ausencia de tormentas de meteoritos esa temporada confirmó los cálculos, se necesitaba el avance de herramientas informáticas mucho mejores para llegar a predicciones fiables.
En 1981, Donald K. Yeomans, del Jet Propulsion Laboratory, revisó la historia de las lluvias de meteoritos de las Leónidas y la historia de la órbita dinámica del cometa Tempel-Tuttle. Un gráfico de este fue adaptado y reeditado en Sky & Telescope. Mostró posiciones relativas de la Tierra y del Tempel-Tuttle, y marcas donde la Tierra encontró polvo denso. Esto mostró que los meteoroides están en su mayoría detrás y fuera del camino del cometa, pero los caminos de la Tierra a través de la nube de partículas que resultan en poderosas tormentas eran caminos muy cercanos de casi ninguna actividad.
En 1985, ED Kondrat'eva y EA Reznikov de la Universidad Estatal de Kazán identificaron correctamente por primera vez los años en que se liberó el polvo que fue responsable de varias tormentas de meteoros Leónidas pasadas. En 1995, Peter Jenniskens predijo el estallido de Alfa Monocerotides de 1995 a partir de estelas de polvo. Anticipándose a la tormenta de Leónidas de 1999, Robert H. McNaught, David Asher, y el finlandés Esko Lyytinen fueron los primeros en aplicar este método en Occidente. En 2006, Jenniskens publicó predicciones para futuros encuentros con rastros de polvo que cubrirían los próximos 50 años. Jérémie Vaubaillon continúa actualizando las predicciones basadas en observaciones cada año para el Institut de Mécanique Céleste et de Calcul des Éphemerides (IMCCE).

## Parámetros que caracterizan una lluvia de meteoros
- Radiante: Es el punto del cielo del cual parecen salir los meteoros de una lluvia. Se mide mediante las coordenadas Alfa y Delta. Alfa es ascensión recta (AR). Delta es la declinación (Ddec).
- Tasa Horaria Zenital (THZ): Es el número máximo de meteoros por hora observables en condiciones ideales -un cielo perfectamente claro con el radiante de la lluvia justo sobre su cabeza (el cenit).
- Índice poblacional: Relación de la distribución de magnitudes (brillo) de una lluvia de meteoros.

## Punto radiante

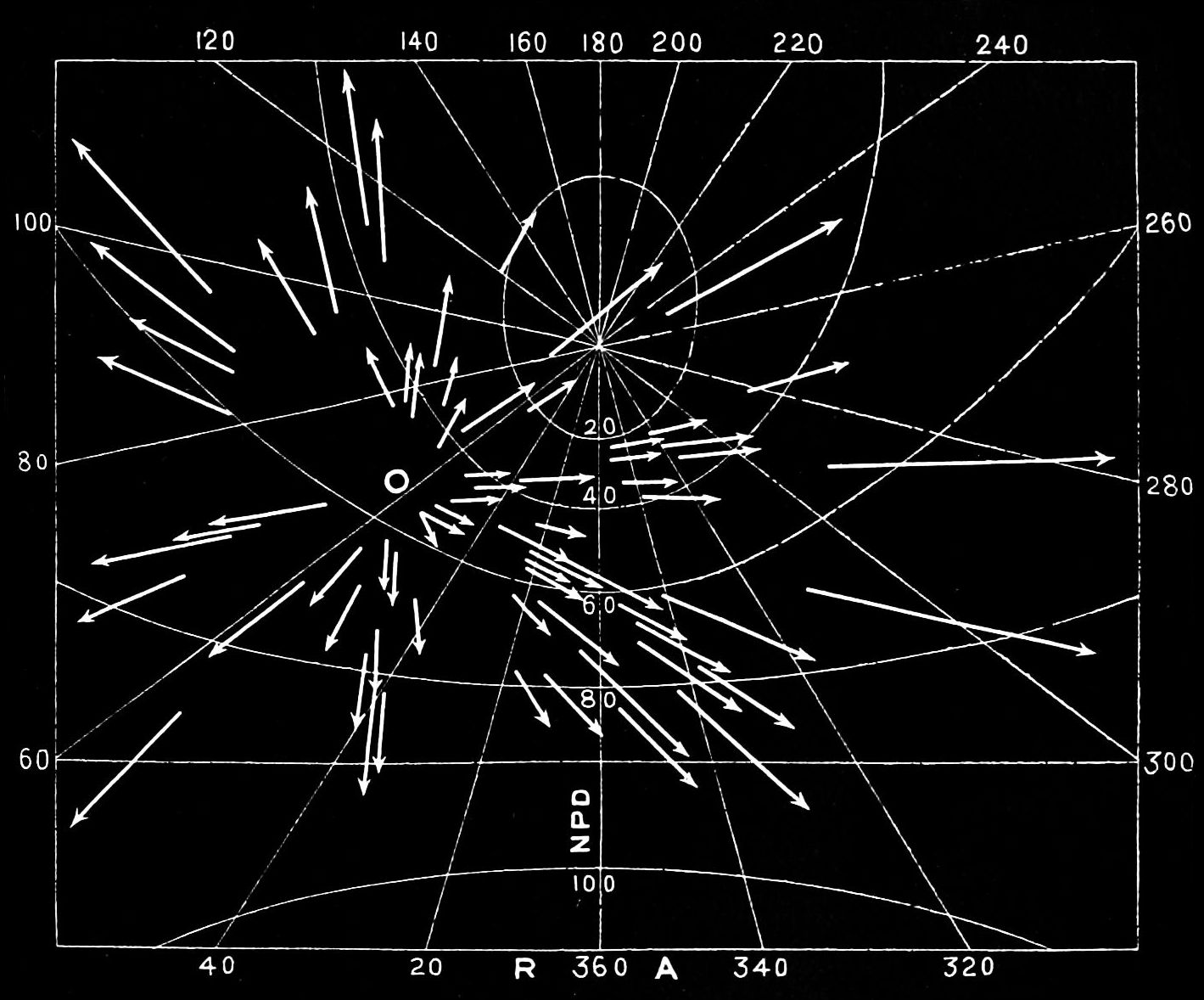
Lluvia de meteoros (Perseidas) en un gráfico

Debido a que las partículas de la lluvia de meteoros viajan todas en trayectorias paralelas y a la misma velocidad, a un observador de abajo le parecerá que todas se irradian desde un solo punto en el cielo. Este punto radiante es causado por el efecto de la perspectiva, similar a las vías del tren paralelas que convergen en un solo punto de fuga en el horizonte. Las lluvias de meteoros casi siempre reciben el nombre de la constelación de la que parecen originarse los meteoros. Este "punto fijo" se mueve lentamente por el cielo durante la noche debido a que la Tierra gira sobre su eje, la misma razón por la que las estrellas parecen marchar lentamente por el cielo. El radiante también se mueve ligeramente de una noche a otra contra las estrellas de fondo (deriva radiante) debido a que la Tierra se mueve en su órbita alrededor del Sol.
Cuando el radiante en movimiento esté en el punto más alto que alcanzará en el cielo del observador esa noche, el Sol estará despejando el horizonte oriental. Por esta razón, el mejor momento para ver una lluvia de meteoros es generalmente un poco antes del amanecer, un compromiso entre la cantidad máxima de meteoros disponibles para ver y el cielo iluminado que los hace más difíciles de ver.

## Nombres
Las lluvias de meteoros reciben el nombre de la constelación o estrella brillante más cercana con una letra griega o romana asignada que está cerca de la posición radiante en la cima de la lluvia, por lo que la declinación gramatical de la forma posesiva latina se reemplaza por "id" o "ids". Por lo tanto, los meteoros que irradian desde cerca de la estrella Delta Aquarii (declinación "-i") se denominan Delta Acuáridas. El Grupo de Trabajo de la Unión Astronómica Internacional sobre Nomenclatura de Lluvia de Meteoros y el Centro de Datos de Meteoritos de la IAU realizan un seguimiento de la nomenclatura de la lluvia de meteoritos y qué lluvias se establecen.

## Origen de las corrientes de meteoroides

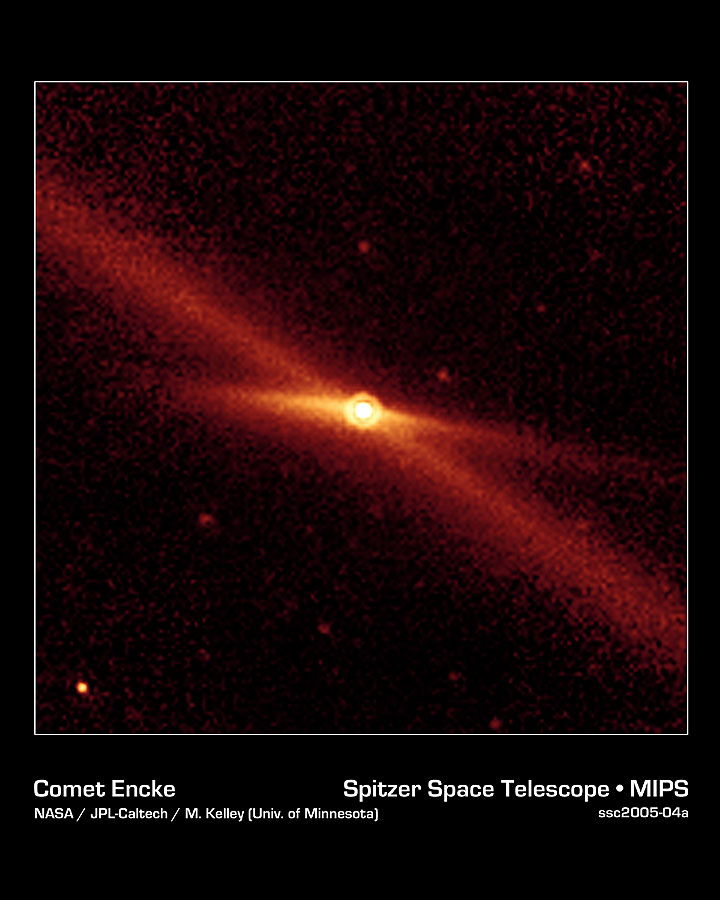
El rastro de meteoroides del cometa Encke es el resplandor rojo diagonal.

Una lluvia de meteoros es el resultado de una interacción entre un planeta, como la Tierra, y corrientes de escombros de un cometa. Los cometas pueden producir desechos por arrastre de vapor de agua, como demostró Fred Whipple en 1951, y por desintegración. Whipple imaginó los cometas como "bolas de nieve sucias", formadas por rocas incrustadas en hielo, que orbitan alrededor del Sol. El "hielo" puede ser agua, metano, amoniaco u otros volátiles, solos o en combinación. La "roca" puede variar en tamaño desde la de una mota de polvo hasta la de una pequeña roca. Los sólidos del tamaño de una mota de polvo son de órdenes de magnitud más comunes que los del tamaño de los granos de arena, que, a su vez, son igualmente más comunes que los del tamaño de los guijarros, etc. Cuando el hielo se calienta y sublima, el vapor puede arrastrar polvo, arena y guijarros.
Cada vez que un cometa pasa por el Sol en su órbita, parte de su hielo se vaporiza y se desprende una cierta cantidad de meteoroides. Los meteoroides se extienden a lo largo de toda la órbita del cometa para formar una corriente de meteoroides, también conocida como "rastro de polvo" (a diferencia de la "cola de gas" de un cometa causada por las partículas muy pequeñas que son rápidamente arrastradas por la presión de la radiación solar).
Recientemente, Peter Jenniskens ha argumentado que la mayoría de nuestras lluvias de meteoritos de período corto no provienen del arrastre de vapor de agua normal de los cometas activos, sino el producto de desintegraciones poco frecuentes, cuando grandes trozos se desprenden de un cometa mayoritariamente inactivo. Algunos ejemplos son las Cuadrántidas y las Gemínidas, que se originaron a partir de una ruptura de objetos con aspecto de asteroides, 2003 EH1 y 3200 Phaethon, respectivamente, hace unos 500 y 1000 años. Los fragmentos tienden a desintegrarse rápidamente en polvo, arena y guijarros, y se extienden a lo largo de la órbita del cometa para formar una densa corriente de meteoroides, que posteriormente evoluciona hacia la trayectoria de la Tierra.

## Principales lluvias de meteoros

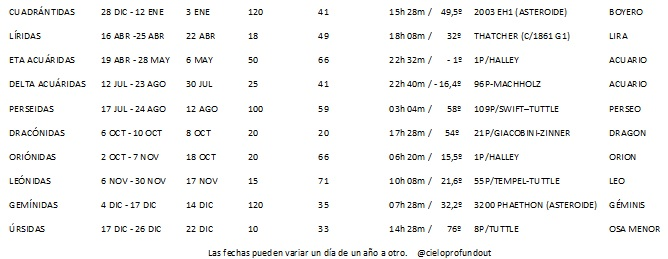
Principales lluvias de meteoros

### Perseidas y Leónidas
La lluvia de meteoros más visible en la mayoría de los años son las Perseidas, que alcanzan su punto máximo el 12 de agosto de cada año a más de un meteoro por minuto. La NASA tiene una herramienta para calcular cuántos meteoros por hora son visibles desde la ubicación de observación.
La lluvia de meteoros de las Leónidas alcanza su pico alrededor del 17 de noviembre de cada año. Aproximadamente cada 33 años, la lluvia de Leónidas produce una tormenta de meteoros, alcanzando un máximo de miles de meteoros por hora. Las tormentas de Leónidas dieron origen al término lluvia de meteoros cuando se supo por primera vez que, durante la tormenta de noviembre de 1833, los meteoros irradiaban cerca de la estrella Gamma Leonis. Las últimas tormentas Leónidas ocurrieron en 1999, 2001 (dos) y 2002 (dos). Antes de eso, hubo tormentas en 1767, 1799, 1833, 1866, 1867 y 1966. Cuando la lluvia de Leónidas no es tormentosa, es menos activa que las Perseidas.

### Otras lluvias de meteoritos

#### Lluvias de meteoritos establecidas
Los nombres oficiales se dan en la lista de lluvias de meteoros de la Unión Astronómica Internacional.
| Lluvia                         | Época                    | Objeto padre |
| ------------------------------ | ------------------------ | --- |
| Cuadrántidas                   | principios de enero      | El mismo que el objeto padre del planeta menor 2003 EH1, y el cometa C/1490Y1. El cometa C/1385U1 también se ha estudiado como una posible fuente. |
| Líridas                        | finales de abril         | Cometa C/1861 G1 (Thatcher) |
| Pi Púpidas (periódica)         | finales de abril         | Cometa 26P/Grigg-Skjellerup |
| Eta Acuáridas                  | principios de mayo       | Cometa Halley |
| Ariétidas                      | a mediados de junio      | Cometa 96P / Complejo de grupos de cometas Machholz, Marsden y Kracht                                                                              |
| Beta táuridas                  | finales de junio         | Cometa 2P/Encke |
| Boótidas de junio (periódica)  | finales de junio         | Cometa 7P/Pons-Winnecke |
| Acuáridas del Delta del Sur    | finales de julio         | Cometa 96P/Complejo de grupos de cometas Machholz, Marsden y Kracht                                                                                |
| Capricórnidas Alfa             | finales de julio         | Cometa 169P/NEAT |
| Perseidas                      | mediados de agosto       | Cometa 109P/Swift-Tuttle |
| Kappa Cygnids                  | mediados de agosto       | Planeta menor 2008 ED69 |
| Aurígidas (periódica)          | principios de septiembre | Cometa C/1911 N1 (Kiess) |
| Dracónidas (periódica)         | principios de octubre    | Cometa 21P/Giacobini-Zinner |
| Oriónidas                      | finales de octubre       | Cometa Halley |
| Táuridas del sur               | principios de noviembre  | Cometa 2P/Encke |
| Táuridas del norte             | mediados de noviembre    | Planeta menor 2004 TG10 y otros |
| Andromédidas (periódica)       | mediados de noviembre    | Cometa 3D/Biela |
| Alfa Monocerótidas (periódica) | mediados de noviembre    | desconocido |
| Leónidas                       | mediados de noviembre    | Cometa 55P/Tempel-Tuttle |
| Fenícidas (periódica)          | principios de diciembre  | Cometa 289P/Blanpain |
| Gemínidas                      | mitad de diciembre       | Planeta menor 3200 Phaethon |
| Úrsidas                        | finales de diciembre     | Cometa 8P/Tuttle |